# Eupanacra continentalis
Eupanacra continentalis är en fjärilsart som beskrevs av Gehlen. 1930. Eupanacra continentalis ingår i släktet Eupanacra och familjen svärmare. Inga underarter finns listade i Catalogue of Life.